# Fédération des artistes de Paris
La Fédération des artistes de Paris est une organisation professionnelle créée sous la Commune de Paris en 1871.

## Histoire
Le 6 septembre 1870, deux jours après la proclamation de la République, le gouvernement de la Défense nationale avait approuvé la création d'une Commission des arts chargée de sauvegarder les monuments, musées et objets d'art menacés par l'invasion allemande. Cette commission, présidée par le peintre Gustave Courbet, comprenait des artistes tels que Daumier, Feyen-Perrin, Héreau, Bracquemond, Moulin, Geoffroy-Dechaume, Reiber et Ottin père. Face aux impératifs de la défense de la capitale, cette première organisation s'était finalement mise en sommeil à partir du mois de janvier 1871.
Le 6 avril 1871, soit moins de trois semaines après le début de l'insurrection, Courbet, désormais élu du conseil communal et membre de la commission de l'Enseignement, lance un appel aux artistes. Ils doivent, selon lui, « concourir à la reconstitution de l'état moral de Paris et au rétablissement des arts qui sont sa fortune ».
Répondant à cet appel, plus de 400 artistes (dont Delaplanche, Bertall, Burty...) se réunissent le 13 avril dans le grand amphithéâtre de l’École de médecine afin de fonder la Fédération des artistes de Paris, dont l'organisation a été préparée par une sous-commission. Une déclaration d'intention, rédigée et lue par Eugène Pottier, est votée à main levée et à la quasi-unanimité.
Sous l'influence de Courbet, ce manifeste accorde une place importante à l'enseignement des arts dès l'école primaire. 
Malgré une adhésion explicite à la République communale, cette déclaration collective ne prône pas un art officiel mais proclame au contraire la liberté des artistes à l'égard du pouvoir. Cette volonté d'indépendance va très loin car les représentants de la fédération iront jusqu'à proposer de supprimer le budget des secours et encouragements officiels destinés aux artistes, afin d'affranchir ceux-ci « de toute tutelle gouvernementale ». Il est également proposé de ne plus financer les institutions incarnant l'art officiel des régimes précédents, telles que l’École des beaux-arts ou la section des beaux-arts de l'Institut.
Organisation autonome se présentant comme le « gouvernement du monde des arts par les artistes », la Fédération se donnait ainsi trois missions : « la conservation des trésors du passé », « la mise en œuvre et en lumière de tous les éléments du présent », et « la régénération de l'avenir par l'enseignement ».

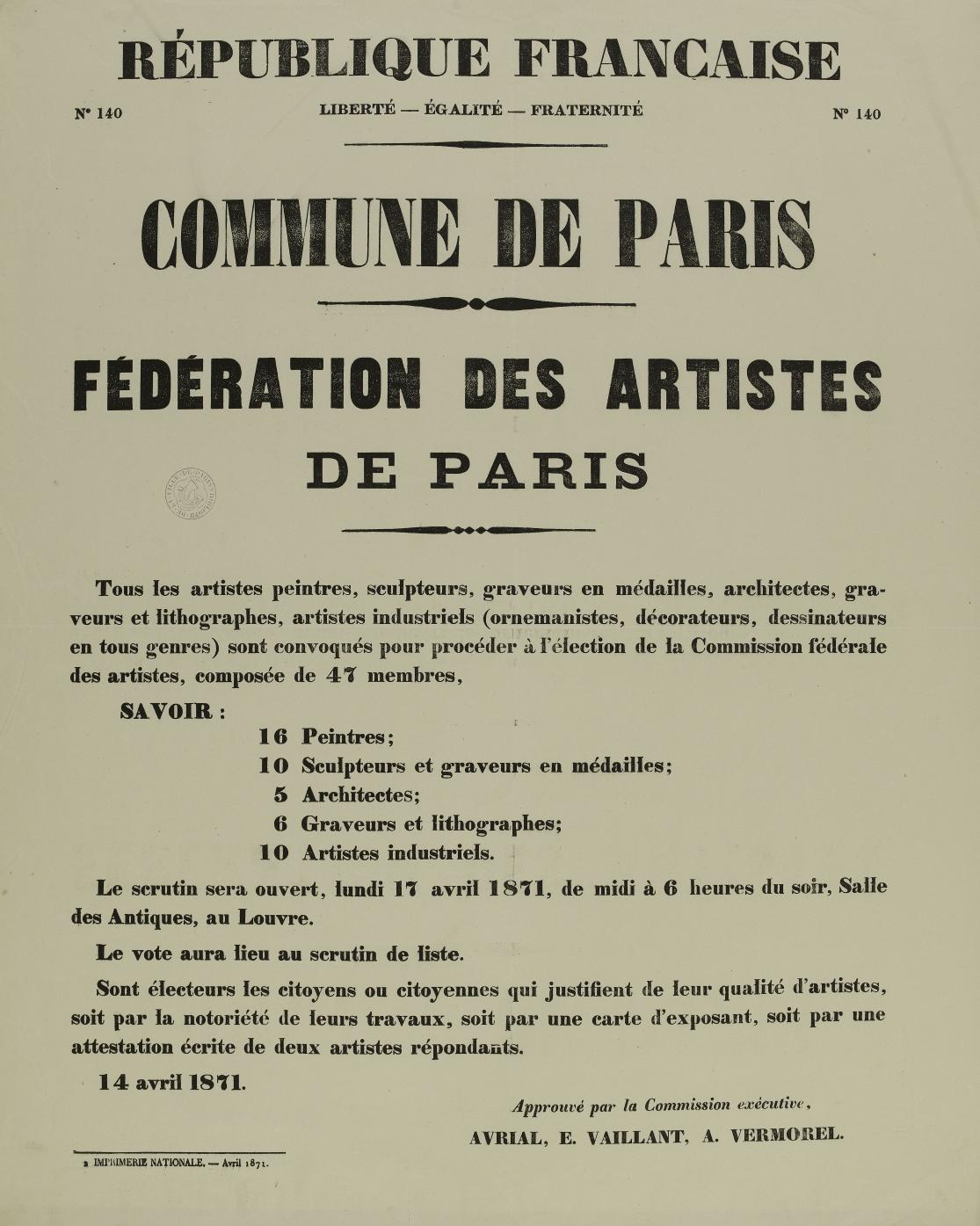
Convocation pour l'élection de la Commission fédérale des artistes.

Le 17 avril, au Louvre, un comité directeur appelé « commission fédérale » est élu à bulletin secret par 290 artistes. Ses 47 membres ont pour mission de veiller à la conservation et à l'administration des musées et des monuments, d'organiser des expositions et de publier un Officiel des arts afin de fournir tous les renseignements utiles aux artistes et au public. Le 9 mai, ce comité présente à Édouard Vaillant, délégué à l'Instruction publique, un rapport préconisant des réformes dans l'administration des beaux-arts.

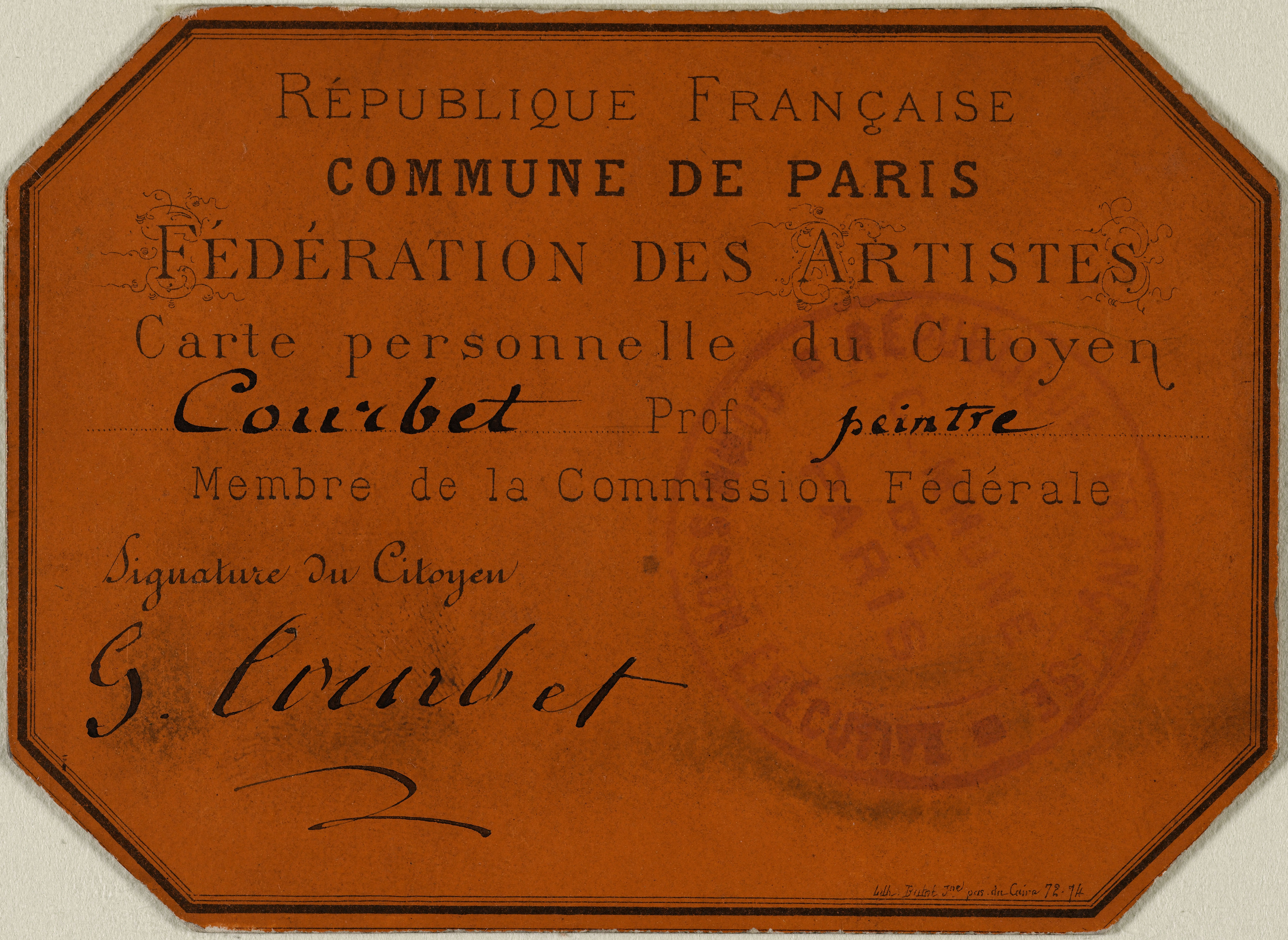
Carte de membre de Courbet (Musée Carnavalet).

Certains des membres de ce comité directeur ont été élus sans être candidats et ont refusé ce mandat. C'est notamment les cas d'Eugène Leroux, de Félix Bracquemond, d’Émile Reiber et de Jean-François Millet.
Le siège de la commission fédérale est situé rue de Rivoli, dans les locaux de l'ex-ministère des Beaux-arts.
Le 1er mai, la Fédération est placée sous le contrôle de la commission de l'Enseignement.
Le 15 mai, la Fédération des artistes remplace les conservateurs du Musée du Louvre par l'architecte Achille Oudinot, assisté par le peintre Jules Héreau et le sculpteur Jules Dalou. Le lendemain, elle délègue à l'administration provisoire du Musée du Luxembourg le dessinateur André Gill, secondé par le sculpteur Jean-Baptiste-Agénor Chapuy et le peintre Eugène Gluck.
Si la Fédération des artistes concernait exclusivement les peintres, sculpteurs, architectes, décorateurs et graveurs, une association semblable, la Fédération artistique, a été créée à la mi-avril par les professionnels des arts dramatiques et lyriques. Ces organisations n'ont eu qu'un rôle limité, la Commune ayant été écrasée dès le mois suivant.

## Membres du comité
Peintres
- François Bonvin
- Jean-Baptiste Camille Corot
- Gustave Courbet (président)
- Honoré Daumier
- Jean-Baptiste Arnaud-Durbec
- Hippolyte Dubois
- Augustin Feyen-Perrin
- Amand Gautier
- Eugène Gluck
- Jules Héreau
- Auguste Lançon
- Eugène Leroux
- Édouard Manet
- Jean-François Millet
- Henri-Charles Oulevay
- Ernest Pichio

Sculpteurs
- Just Becquet
- Agénor Chapuy
- Jules Dalou (assesseur)
- Joseph-Charles de Blézer
- Lagrange (Jean Lagrange ?)
- Édouard Lindeneher[11]
- Augustin-Jean Moreau-Vauthier
- Hippolyte Moulin
- Auguste Ottin
- Philippe Poitevin

Architectes
- Louis-Charles Boileau (secrétaire)
- Joseph-Louis Delbrouck
- Nicolle
- Achille Oudinot
- Gustave Raulin

Graveurs lithographes
- Georges Bellenger
- Félix Bracquemond
- Léopold Flameng
- André Gill
- Adolphe-Joseph Huot
- Alexandre Pothey

Artistes industriels
- Émile Aubin
- Édouard-Louis Boudier
- Edme Charles Chabert
- Chesneau
- Alphonse Fuzier
- Meyer
- Ottin fils
- Eugène Pottier
- Émile Reiber
- Albert Riester